# Ellak
Ellak také Ellac či Ilek (? – 454, Panonie) byl nejstarším synem a nástupcem hunského vůdce Attily, řečeného Bič Boží. Ellak vládl od roku 453 a jeho vládu ukončila bitva u Nedao, kde byl v boji zabit a Hunové poraženi. Vládu Hunů po Ellakovi převzal jeho bratr Dengizich. Ellak byl také vůdcem Akatzirů.
Informace o existenci Ellaka se dochovaly zásluhou knihy De origine actibusque Getarum sepsané v 6. století gótským historikem Jordanem, který k sepsání knihy použil dochované zbytky Cassiodorových dějin Gótů.